# Cresmatoneta leucophthalma
Cresmatoneta leucophthalma is een spinnensoort in de taxonomische indeling van de hangmatspinnen (Linyphiidae).
Het dier behoort tot het geslacht Cresmatoneta. De wetenschappelijke naam van de soort werd voor het eerst geldig gepubliceerd in 1946 door Jean-Louis Fage.